# Burh

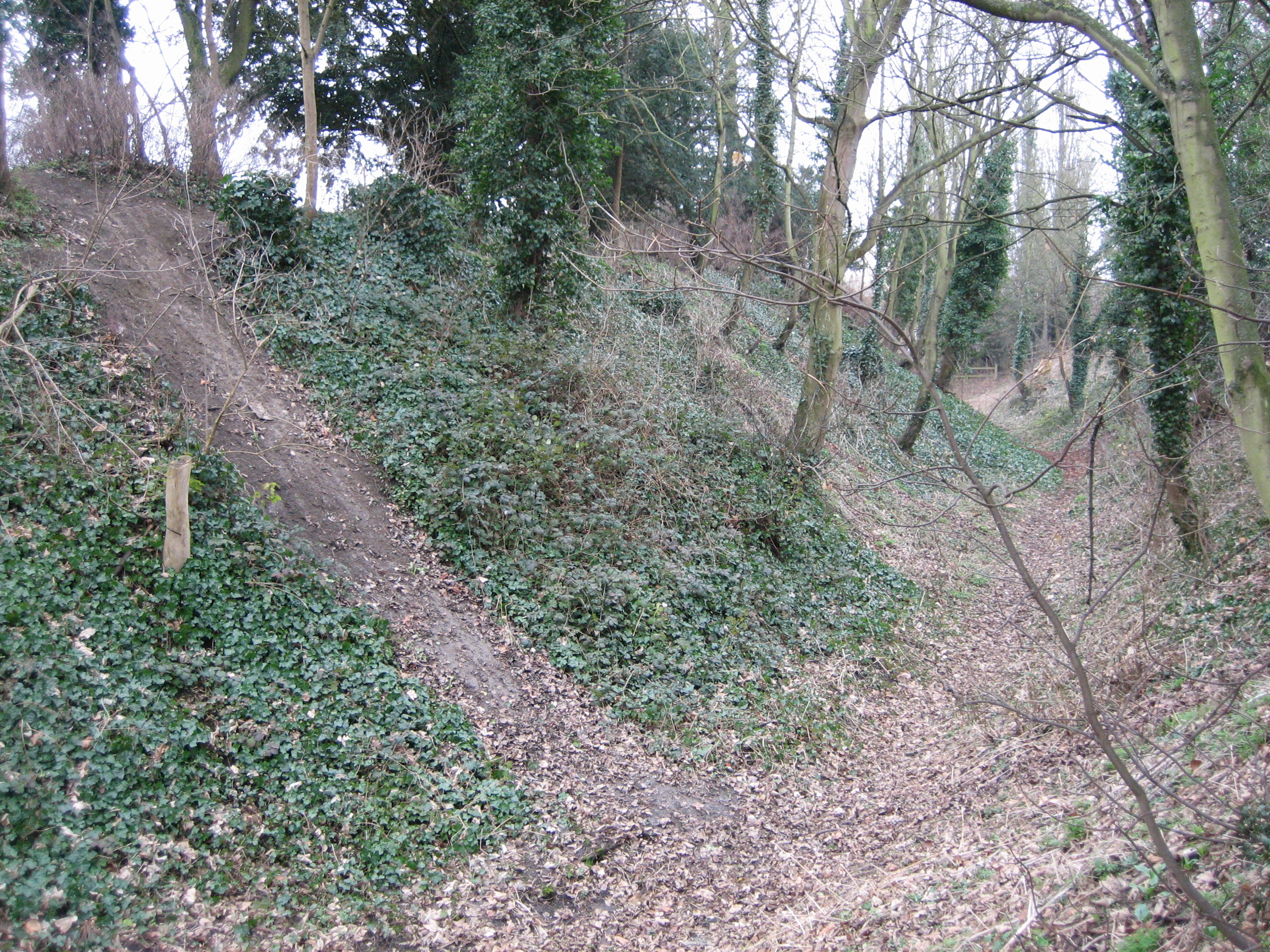
Muro de burh en Wallingford

Un Burh es el nombre en inglés antiguo o anglosajón para una ciudad fortificada o puesto defensivo, algunas veces centrado sobre un castro con la siempre intención de mantenerla como asentamiento permanente, aunque su origen era la defensa militar; "representa solo un estado, de vital importancia, en la evolución del burgo y la ciudad medieval". Los límites de antiguos burhs todavía se conservan y se encuentran a menudo presentes en las zonas fronterizas de zonas urbanas. Muchos de estos fueron construidos por Alfredo el Grande en un plan concienzudamente trazado y que continuó su hijo Eduardo el Viejo y su hija Ethelfleda, señora de los mercios y su marido Aethelred; los registros mercios citan la construcción de diez Burhs por Ethelfleda, algunos tan importantes como Tamworth y Stafford, otros hoy día no identificables. Algunos utilizaron los cimientos de estructuras romanas, otras de nueva construcción y otras construidas más tarde. Athelstan garantizó a cada burh el derecho a acuñar su propia moneda, y durante los siglos X y XI la norma estricta era que ninguna moneda debía atravesar los límites del burh.
Un documento anglosajón del siglo X llamado Burghal Hidage nombra 30 burhs en Wessex, y 3 en Mercia (por entonces bajo el dominio de los reyes sajones), construidos para defender la región contra las incursiones vikingas.
Tan solo ocho de esos burhs lograron un reconocimiento municipal en la Edad Media: Chester, Bridgnorth, Tamworth, Stafford, Hertford, Warwick, Buckingham y Maldon. Las más grandes estaban en Winchester, Wallingford y Warwick, Wallingford y Wareham son los ejemplos de mejor conservación, con zanjas y bancos todavía visibles. Se ha estimado que para la construcción de Wallingford con un banco de 9000 pies se necesitaron no menos de 120 000 horas de trabajo. Las poblaciones de los burh también por lo general disponían de un callejero regular, algunos de los cuales también se han conservado.